# The Comey Rule
The Comey Rule est une minisérie télévisée américaine de quatre épisodes écrite et réalisée par Billy Ray. Elle est l'adaptation des mémoires de James Comey, Mensonges et Vérités (A Higher Loyalty: Truth, Lies, and Leadership), directeur du FBI. Cette série relate la période couvrant l'élection présidentielle américaine de 2016 et les premiers mois de la présidence de Donald Trump.
Elle est diffusée aux États-Unis sur Showtime les 27 septembre 2020 et 28 septembre 2020 et en France sur Canal + les 29 octobre 2020 et 5 novembre 2020.

## Synopsis
James Comey est nommé directeur du FBI par le président Barack Obama en 2013. Il remplace Robert Mueller à la tête du bureau fédéral. Trois années plus tard, le bureau est chargé de mener une enquête sur le serveur des courriels d'Hillary Clinton, candidate démocrate à l'élection présidentielle de 2016, pour ses courriels professionnels alors qu'elle est secrétaire d'État. Soucieux de ne pas influencer l'élection présidentielle, ni d'entacher la réputation du FBI, il décide de communiquer les rebondissements et les résultats de l'enquête, malgré la tradition de neutralité du FBI et l'opposition de ses collaborateurs. La réouverture de l'enquête sur les mails à 11 jours du scrutin joue un rôle décisif.
Dans le même temps, des rumeurs circulent dans les services de renseignements américains sur l'ingérence de la Russie dans la candidature de Donald Trump à la présidentielle. Le directeur lance des investigations, en secret, afin d'étayer ou d'infirmer les rumeurs, tandis que l'exécutif américain s'interroge sur l'opportunité de communiquer sur cette enquête. 
La victoire de Donald Trump à l'élection présidentielle bouleverse l'ensemble des personnels de l'administration Obama. Elle oblige les directeurs des services de renseignements à informer le président élu des dossiers sensibles, alors qu'il est suspecté de collusion avec la Russie. À l'occasion d'interceptions téléphoniques de certaines cibles russes par le FBI, le futur conseiller à la Sécurité nationale de Donald Trump, Michael Flynn, se compromet à échanger avec l'ambassadeur russe à propos des sanctions prononcées par l'administration Obama en représailles à l'intervention de la Russie sur les élections. Face aux enquêteurs du FBI, Michael Flynn nie le contenu de la conversation, alors même que les agents l'interrogent précisément sur les verbatims de cet appel.  
Après l'investiture du 45e président des États-Unis d'Amérique, le directeur Comey est invité à plusieurs reprises à la Maison-Blanche. Au cours de ces entretiens privés, le président cherche à obtenir une allégeance sans faille du directeur Comey. Malgré la rectitude du directeur sur l'indépendance de la Justice, le président adresse des instructions aux fins de classement de l'enquête menée à l'encontre de Michael Flynn, et de déclaration du directeur sur l'absence d'enquête concernant l'ingérence russe dans les élections. Les fins de non-recevoir de Comey entraînent la fureur du président, qui ordonnera au nouveau Procureur Général Adjoint de renvoyer le directeur du FBI.

## Distribution
- Jeff Daniels (VF : François Dunoyer) : James Comey, directeur du FBI
- Holly Hunter (VF : Martine Irzenski) : Sally Yates, procureure générale adjointe dans l'administration Obama
- Michael Kelly (VF : Marc Saez) : Andrew G. McCabe, directeur adjoint du FBI
- Jennifer Ehle (VF : Micky Sebastian) : Patrice Comey, épouse de James Comey
- Scoot McNairy (VF : Thibaut Lacour) : Rod Rosenstein , procureur du Maryland puis procureur général adjoint
- Jonathan Banks : James R. Clapper, directeur du renseignement national
- Oona Chaplin (VF : Olivia Luccioni) : Lisa Page, enquêtrice du FBI
- Amy Seimetz (VF : Estelle Dehon) : Trisha Anderson, enquêtrice du FBI
- Steven Pasquale (VF : Jean-Pierre Michaël) : Peter Strzok, enquêteur du FBI
- Brendan Gleeson (VF : Thierry Hancisse) : Donald Trump, 45e président des États-Unis d'Amérique
- Steve Zissis (VF : Franck Sportis) : Jim Baker, enquêteur du FBI
- Shawn Doyle : E. W. Priestap (en) : directeur adjoint du FBI pour le contre-espionnage
- Brian D'Arcy James (VF : Pierre Tessier) : Mark F. Giuliano (en), ancien directeur adjoint du FBI
- Kingsley Ben-Adir (VF : Eilias Changuel) : Barack Obama, 44e président des États-Unis d'Amérique
- Dalmar Abuzeid (VF : Anthony Carter) : Justin Patel, ambassadeur de l'Inde
- William Sadler (VF : Georges Caudron) : Michael T. Flynn, potentiel conseiller à la sécurité nationale
- Richard Thomas : Chuck Rosenberg (en), administrateur de la Drug Enforcement Administration
- T. R. Knight (VF : Thierry Wermuth) : Reince Priebus, chef de cabinet du 45e président des États-Unis d'Amérique
- Joe Lo Truglio : Jeff Sessions, procureur général des États-Unis
- Spencer Garrett : Bill Sweeney (en), président de l'International Foundation for Electoral Systems (en)
- Michael Hyatt (VF : Virginie Emane) : Loretta Lynch, procureur général des États-Unis
- Emmanuelle Nadeau (VF : Mathilda Dieutre) : Maurene Comey, fille de James Comey

## Production
Afin de participer au débat démocratique de son pays, Billy Ray a souhaité que sa mini-série soit diffusée aux États-Unis avant l'élection présidentielle du mardi 3 novembre 2020. La production de la série a ainsi été accélérée afin de répondre à cette exigence. Après d'âpres négociations avec le diffuseur, Showtime a accepté de diffuser la série avant l'élection.
La série a fait l'objet de nombreuses critiques aux États-Unis,st tant sur la réalisation, que sur l'interprétation de Jeff Daniels.

## Distinction

### Nominations
- Golden Globes 2021 : 
  - Meilleur acteur dans une mini-série ou un téléfilm pour Jeff Daniels
  - Meilleur acteur dans un second rôle dans une série, une mini-série ou un téléfilm pour Brendan Gleeson